# Rick Astley
Richard Paul Astley (Newton-le-Willows, Lancashire; 6 de febrero de 1966), conocido simplemente como Rick Astley, es un cantautor, compositor, actor, locutor de radio, empresario e Icono pop británico. 

## Carrera musical
En 1985, era el cantante de un grupo de soul llamado FBI, cuando fue visto por el productor musical Pete Waterman, quien le convenció de mudarse a Londres para trabajar en sus estudios de PWL. Bajo la tutela del trío de productores Stock, Aitken y Waterman, Astley aprendió todo el proceso de grabación en estudio lo que le sirvió como preparación para el lanzamiento de su carrera. Durante mucho tiempo la gente pensó que Rick Astley que salía en los videos se limitaba a hacer doblaje de sus canciones. Su hermano Mark Astley ayudó a refutar estas afirmaciones.
Su primer sencillo fue la poco conocida «When You Gonna» atribuida a Rick & Lisa, pero su primer éxito fue «Never Gonna Give You Up», de 1987, el cual se convirtió en un éxito inmediato y llegó a ser el sencillo más vendido en el Reino Unido ese año.[cita requerida] El álbum Whenever You Need Somebody que contenía la canción también llegó al número uno en Canadá y el 12 de marzo de 1988 llegó al número uno de las listas norteamericanas junto con un segundo número uno por la canción «Together Forever».
A finales de la década de 1980, Astley se separó de Stock Aitken Waterman y lanzó el álbum Free que tuvo un moderado éxito en especial por el sencillo de 1991 «Cry For Help». En ese mismo año la RIAA certificó el álbum Whenever You Need Somebody con dos millones de copias vendidas. El total de ventas de Rick Astley se encuentra cerca de los cuarenta millones de copias incluyendo todos sus álbumes y todos sus singles.
Su siguiente álbum llamado Body & Soul lanzado en 1993 fue prácticamente ignorado excepto el sencillo «Hopelessly» que alcanzó la casilla número cuatro en las listas musicales de Adulto Contemporáneo en Reino Unido y 31 en Estados Unidos en la lista Top 40 Mainstream.
En 2001 publicó el álbum Keep It Turned On, en el cual se decanta por sonidos más tecno y discotequeros.
En 2005 lanzó el álbum Portrait con versiones de canciones clásicas de soul. A principios de 2006, Astley se retira inesperadamente en el último momento de aparecer en el espectáculo de la BBC Just the Two of Us después de haberse comprometido con la serie. Esto puede haber sido causado porque su pareja Lene Bausager estaba nominada para los premios Óscar por el "Mejor Corto de Acción" por su película Cashback, de la cual él mismo es compositor de la banda sonora.
En febrero de 2016, fue jurado de las competencias folclórica e internacional del Festival Internacional de la Canción de Viña del Mar (Chile) y, además, se presentó como artista invitado. Fue galardonado por el público con las Gaviotas de Plata y de Oro. En junio del mismo año, alcanzó el tercer #1 de su carrera y el primero desde «Together Forever» con su séptimo disco 50, el primero en 11 años.
En 2018 lanzó su octavo disco Beautiful Life.
En 2022 gracias a la ayuda de una marca de seguros para autos la canción más popular (Never Gonna Give You Up) se volvió a recrear haciendo que volviera a la fama tal como en su época de gloria hasta nuestros tiempos.

## Rickroll
La canción «Never Gonna Give You Up», fue tomada como una de las más mediáticas bromas de internet, cobrando el nombre de Rickroll. La broma consiste en anunciar algún enlace o contenido extremadamente interesante, y una vez pulsado aparecía en algún momento el videoclip de la canción (en ocasiones también el de «Together Forever»). Dicha broma apareció en 4chan en el año 2008, y en el portal de vídeos YouTube, en el Día de las bromas de abril del mismo año, vinculó todos los vídeos que aparecían de portada como "Interesantes" al videoclip de «Never Gonna Give You Up», y a su vez, el mismo Rick Astley hizo su propio Rickroll apareciendo por sorpresa en el desfile del Día de acción de gracias de 2008 en Nueva York. 
Cabe decir que el Rickroll ha resucitado la popularidad del cantante, devolviéndole la fama y permitiéndole volver a actuar después de estar bastantes años en el olvido.[cita requerida] Astley ha declarado, con respecto al fenómeno del rickroll, que eso «es lo brillante de Internet».

## Discografía

### Álbumes
- 1987: Whenever you need somebody (1988) (#2 Canadá, #1 Reino Unido, #10 Estados Unidos)
- 1988: Hold me in your arms (#3 Canadá, #8 Reino Unido, #19 Estados Unidos)
- 1991: Free (#17Canadá, #9 Reino Unido, #31 Estados Unidos)
- 1993: Body and Soul (#185 Estados unidos)
- 2001: Keep it turned on
- 2005: Portrait
- 2016: 50 (#1 Reino Unido)
- 2018: Beautiful Life
- 2023: Are We There Yet?

### Compilaciones
- 2001: Together Forever - Greatest Hits and More...
- 2002: Greatest Hits
- 2004: Love Songs
- 2004: Platinum & Gold Collection
- 2008: The Best of Rick Astley - Never Gonna Give You Up
- 2008: The Ultimate Collection
- 2010: Lights Out
- 2019: The Best Of Me

### Sencillos
| Año  | Título                                           | Mejores posiciones en listas | Mejores posiciones en listas | Mejores posiciones en listas | Mejores posiciones en listas | Mejores posiciones en listas | Mejores posiciones en listas | Mejores posiciones en listas | Mejores posiciones en listas | Mejores posiciones en listas | Álbum                      |
| Año  | Título                                           | UK                           | Hot 100                      | USA Dan                      | USA AC                       | CAN                          | AUS                          | IRE                          | SUI                          | ALE                          | Álbum                      |
| ---- | ------------------------------------------------ | ---------------------------- | ---------------------------- | ---------------------------- | ---------------------------- | ---------------------------- | ---------------------------- | ---------------------------- | ---------------------------- | ---------------------------- | -------------------------- |
| 1987 | «Never Gonna Give You Up»                        | 1                            | 1                            | 1                            | 1                            | 1                            | 1                            | 2                            | 2                            | 1                            | Whenever You Need Somebody |
| 1987 | «Whenever You Need Somebody»                     | 3                            | —                            | —                            | —                            | —                            | 3                            | 3                            | 1                            | 1                            | Whenever You Need Somebody |
| 1987 | «When I Fall in Love»/«My Arms Keep Missing You» | 2                            | —                            | —                            | —                            | —                            | 5                            | 2                            | 14                           | 6                            | Whenever You Need Somebody |
| 1988 | «Together Forever»                               | 2                            | 1                            | 1                            | 2                            | 1                            | 19                           | 1                            | 14                           | 5                            | Whenever You Need Somebody |
| 1988 | «It Would Take a Strong Strong Man»              | —                            | 10                           | 8                            | 1                            | 1                            | —                            | —                            | —                            | —                            | Whenever You Need Somebody |
| 1988 | «She Wants to Dance with Me»                     | 6                            | 6                            | 13                           | 5                            | 1                            | 15                           | 4                            | 12                           | 10                           | Hold Me in Your Arms       |
| 1988 | «Take Me to Your Heart»                          | 8                            | —                            | —                            | —                            | —                            | 41                           | 5                            | 16                           | 10                           | Hold Me in Your Arms       |
| 1989 | «Hold Me in Your Arms»                           | 10                           | —                            | —                            | —                            | —                            | 77                           | 7                            | —                            | 32                           | Hold Me in Your Arms       |
| 1989 | «Giving Up on Love»                              | —                            | 38                           | —                            | 11                           | 45                           | —                            | —                            | —                            | —                            | Hold Me in Your Arms       |
| 1989 | «Ain't Too Proud to Beg»                         | —                            | 89                           | —                            | 16                           | —                            | —                            | —                            | —                            | —                            | Hold Me in Your Arms       |
| 1991 | «Cry for Help»                                   | 7                            | 7                            | —                            | 1                            | 4                            | 13                           | 9                            | —                            | 14                           | Free                       |
| 1991 | «Move Right Out»                                 | 58                           | 81                           | —                            | 29                           | 36                           | —                            | —                            | —                            | 52                           | Free                       |
| 1991 | «Never Knew Love»                                | 70                           | —                            | —                            | —                            | —                            | —                            | —                            | —                            | —                            | Free                       |
| 1993 | «The Ones You Love»                              | 48                           | —                            | —                            | 19                           | 54                           | —                            | —                            | —                            | 54                           | Body & Soul                |
| 1993 | «Hopelessly»                                     | 33                           | 28                           | —                            | 4                            | 8                            | —                            | —                            | —                            | —                            | Body & Soul                |
| 2001 | «Sleeping»                                       | —                            | —                            | —                            | —                            | —                            | —                            | —                            | 69                           | 60                           | Keep It Turned On          |
| 2002 | «Keep It Turned On»                              | —                            | —                            | —                            | —                            | —                            | —                            | —                            | —                            | —                            | Keep It Turned On          |
| 2010 | «Lights Out»                                     | 97                           | —                            | —                            | —                            | —                            | —                            | —                            | —                            | —                            | Sencillo sin álbum         |
| 2012 | «Goodbye But Not the End»                        | —                            | —                            | —                            | —                            | —                            | —                            | —                            | —                            | —                            | Sencillo sin álbum         |
| 2016 | «Angels On My Side»                              | 1                            | —                            | —                            | —                            | —                            | —                            | —                            | —                            | —                            | 50                         |